# Cavernularia lophyrea
Cavernularia lophyrea är en lavart som först beskrevs av Erik Acharius, och fick sitt nu gällande namn av Degel. Cavernularia lophyrea ingår i släktet Cavernularia och familjen Parmeliaceae.   Inga underarter finns listade i Catalogue of Life.